# Mälarhöjden
Mälarhöjden – dzielnica (stadsdel) Sztokholmu, położona w jego południowej części (Söderort) i wchodząca w skład stadsdelsområde Hägersten-Liljeholmen. Graniczy z dzielnicami Hägersten, Västertorp, Fruängen i Bredäng oraz przez jezioro Melar z gminą Ekerö.
Według danych opublikowanych przez gminę Sztokholm, 31 grudnia 2020 r. Mälarhöjden liczyło 4472 mieszkańców. Powierzchnia dzielnicy wynosi łączni 1,68 km², z czego 0,26 km² stanowią wody.
Mälarhöjden jest jedną ze stacji na czerwonej linii (T13) sztokholmskiego metra.